# Frein automatique

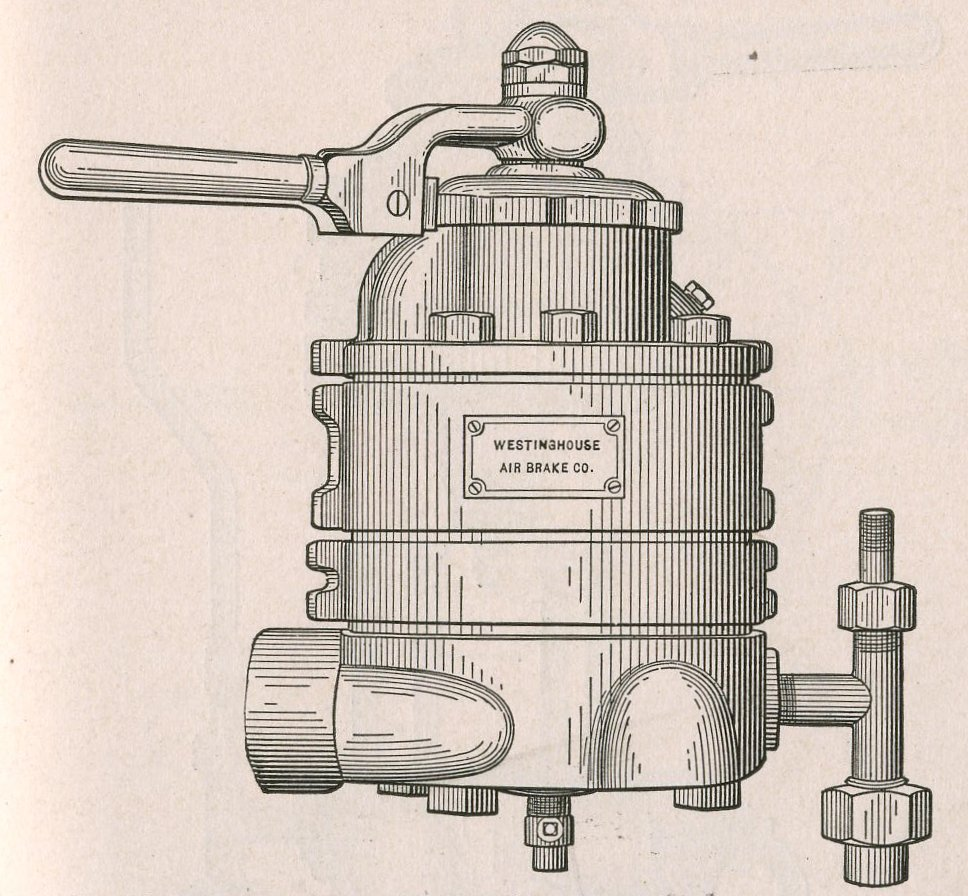
Poignée de commande et valve d'un système Westinghouse de 1909.

Le frein à air automatique est un système de freinage à air comprimé inventé par George Westinghouse en 1872 et utilisé sur tous les engins et trains actuels. Il est fondé sur un principe de sécurité qui permet de desserrer les freins uniquement lorsqu'il est mis sous pression et sans avaries. Dans le cas contraire (rupture d'attelage, fuite importante...), la baisse de pression entraîne le serrage automatique des freins et provoque l'arrêt du train, le frein est dit automatique. Pour circuler sur le réseau ferroviaire français, le frein doit être automatique, continu, modérable et inépuisable.

## Description
Toute locomotive, autorail, rame automotrice, ou engin tracteur, est équipé d'un groupe de production d'air comprimé. Cette énergie est utilisée pour appliquer l'effort sur les sabots de frein mais également pour transmettre la consigne de freinage sur l'ensemble de la rame. Le conducteur du train ajuste son freinage en réglant sur son robinet une pression appelée CG/CFA. À 5 bar (pression de régime) les freins sont desserrés ; quand la pression chute de plus de 1,5 bar dans la CG/CFA, les freins sont serrés à fond.
La conduite CFA/CGFA/CG (dite du frein automatique (CFA) ou générale du frein automatique (CGFA) ou encore générale (CG)) — en bleu sur le schéma — parcourt la rame de bout en bout et est alimentée via un robinet de mécanicien (en noir à côté du groupe de production d'air en rouge). Ce dernier permet de faire varier la pression dans la conduite CG de 0 à 5 bar. Un automatisme d'urgence (signal alarme…) peut également mettre la conduite CG/CFA à l’atmosphère et ainsi générer un freinage maximum (freinage d'urgence).
En général, une seconde conduite d'air CA/CP (supérieur à 7 bar) alimentée par le groupe de production d'air est également acheminée le long de la rame.
Des distributeurs Westinghouse — représentés par des disques noirs sur le schéma — sont installés sur les véhicules : ils provoqueront l'alimentation des cylindres de frein lors d'une dépression dans la conduite. L'air utilisé pour alimenter les cylindres de frein provient, dans la version la plus simple, d'un réservoir auxiliaire — représenté en brun — lui-même alimenté par la CFA/CGFA/CG, c'est-à-dire qu'il se remplit à la pression de régime (5 bar, 506,6 kPa) lorsque les freins sont desserrés. Le distributeur utilise le réservoir auxiliaire pour traduire toute baisse de pression de la consigne CG/CFA en une hausse de la pression dans les cylindres de frein.
Le frein est dit automatique lorsque étant en état de marche normale, il entre en action de lui même en cas de fractionnement accidentel du train.
Le frein est dit modérable lorsqu'il est possible de régler n'importe quelle valeur de pression aux cylindres de frein.
Le frein est dit continu lorsque l'action d'une seule personne en un point quelconque du train provoque la mise en action de tous les freins au service.
Le frein est dit inépuisable lorsque la commande d'application du freinage précède nécessairement l’épuisement de l'énergie pneumatique nécessaire au freinage.
La composition d'une rame doit pouvoir être modifiée (sauf pour les rames indéformables telles que certaines automotrices et les autorails) ; des robinets d'arrêt sont donc placés aux extrémités des véhicules, permettant d'interrompre la continuité de la CFA/CGFA/CG sans pour autant la mettre à l'air libre, ce qui provoquerait un freinage par vidange de celle-ci.

## Distributeur

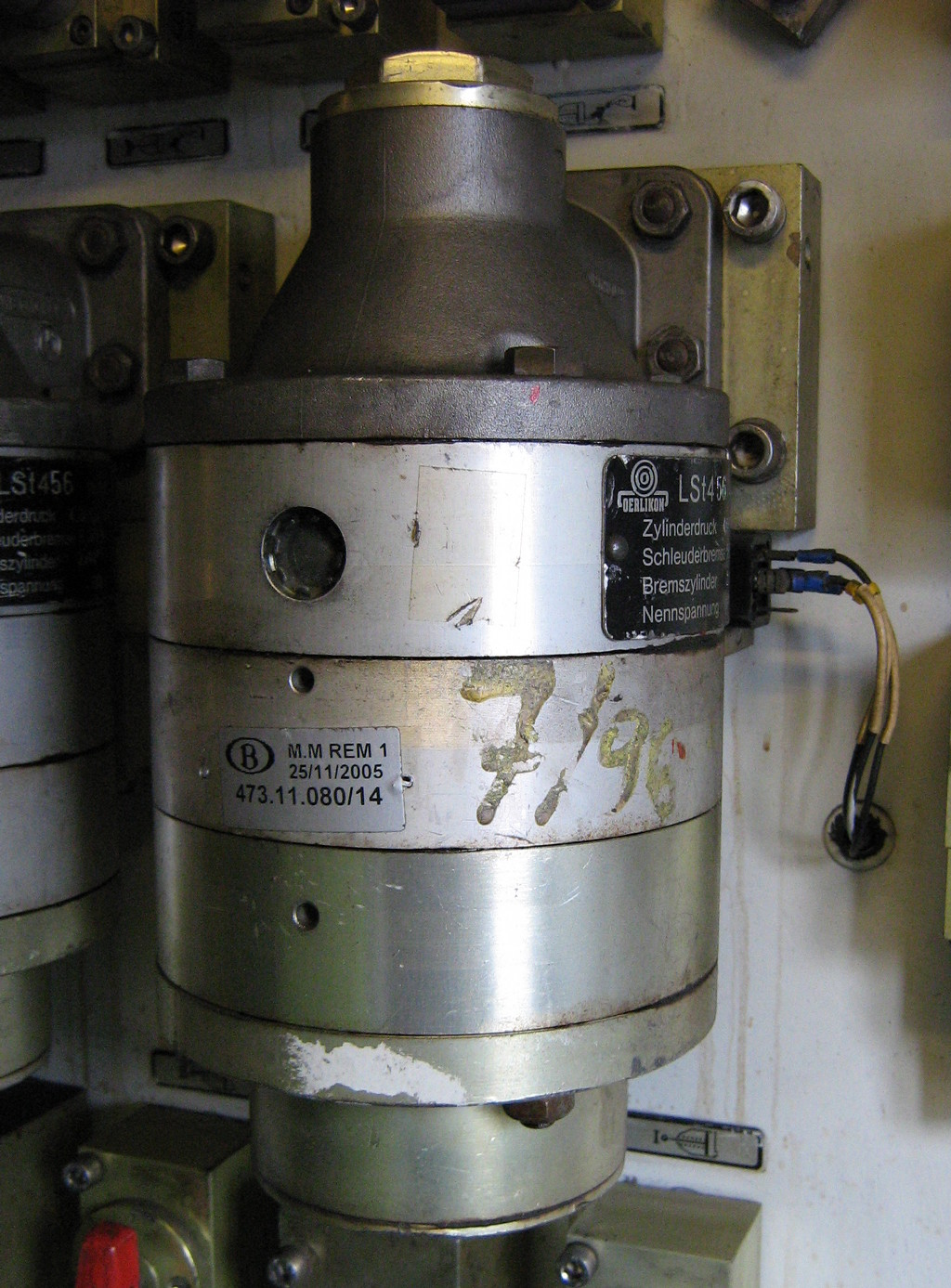
Un distributeur de frein sur une locomotive type 27 de la SNCB.

Le  distributeur piloté par la pression CFA/CGFA/CG (le conducteur du train règle la consigne de freinage en agissant sur celle-ci) fournit la pression désirée aux cylindres de frein (le frein est dit modérable). La loi de commande est inversée : une augmentation de la pression CFA/CGFA/CG diminue le freinage, une diminution augmente le freinage. L'effort de freinage maximum est appliqué dès que la pression CG chute de plus de 1,5 bar.
Pour desserrer les freins, le conducteur applique la pression de régime (5 bars) dans la conduite CFA/CGFA/CG (2). Les clapets (3) et (5) s'ouvrent tant que le réservoir auxiliaire (1) et le réservoir de commande (4) n'ont pas atteint la pression de régime; la pression en (A) et (B) est identique, toute pression présente en (C) pousserait la tige creuse  vers le bas ce qui mettrait le cylindre de frein (6) à l'atmosphère via la tige creuse. Les freins sont bien desserrés. 
Le dispositif d'égalisation (3) joue un rôle important dans l'enclenchement du frein. Pour se fermer, cette valve est sensible à la rapidité de la chute de la CFA/CGFA/CG. Lorsque la pression Pc du réservoir de commande est égale à la pression PCG CG, les deux chambres de la valve 3 communiquent via une tige à trou calibré. Si la pression CG chute très lentement, la perte de charge introduit par le trou calibré sera faible et par conséquent les deux chambres seront à la même pression, la valve restera ouverte. Aucun freinage n'aura lieu, c'est ce que l'on appelle l'insensibilité du distributeur. Par contre, si la chute de pression CG est franche, la perte de charge due au trou calibré entraînera une différence de pression Pc>PCG suffisante pour déplacer la tige vers la droite. La valve est fermée, le frein est enclenché, c'est la sensibilité du distributeur. La pression Pc est ainsi mémorisée. 
Lorsque la pression dans la conduite diminue (demande de serrage), d'une part le clapet de retenue (5) et le dispositif d'égalisation (3) vont empêcher la dépression de se propager dans les réservoirs auxiliaire et de commande ; d'autre part une différence de pression entre les chambres (A) et (B) du dispositif principal va provoquer le déplacement de la tige creuse de ce même dispositif principal, car elle repose sur une membrane (en noir) séparant ces deux chambres. En montant, la tige va pousser sur la soupape en haut du dispositif principal, et permettre la communication entre les chambres (C) et (D), ainsi le cylindre de frein sera alimenté grâce à l'air du réservoir auxiliaire (de plus la tige creuse étant contre la soupape, l'air ne peut plus s'échapper à l'atmosphère). Cette situation va durer jusqu'à ce que la pression dans la chambre (C) soit suffisante pour repousser la tige creuse ; la pression au cylindre de frein sera alors la pression souhaitée. Les fuites sont compensées car dans ce cas la pression dans la chambre (C) ne suffira plus à maintenir la tige creuse en équilibre, et elle sera à nouveau alimentée.
Le distributeur intègre un limiteur de pression maximale (non représente sur le schéma), si bien que pour toute dépression supérieure à 1,5 bar (par rapport à la pression (A) de commande) la pression au cylindre de frein restera à sa valeur maximale (3,8 bar selon UIC)
Lors d'un desserrage, le système sera déséquilibré en sens inverse, et la tige creuse permettra la mise à l'atmosphère du cylindre de frein jusqu'à un nouvel équilibre (lorsque la pression correspondra à la pression voulue).
À l’intérieur du distributeur, des ajutages sont insérés et calibrés afin de respecter des temps bien définis pour le remplissage et la vidange des cylindres de frein avec un volume donné. Des cylindres avec un volume différent ne donneront pas les mêmes temps de réponse. Il existe une classe de distributeurs dits universels dont les temps de réponse restent identiques quel que soit le volume des cylindres de frein. On obtient cette fonction par l'ajout d'un relais pneumatique (la partie commande du relais garde un volume constant).
Au début du freinage, La CG est canalisée vers une poche accélératrice (petit réservoir dans le distributeur) par un dispositif (non représente sur le schéma) nommé l'accélérateur de vidange CG. Le remplissage de cette poche entraîne une chute brève et rapide de la CG, ce qui propage rapidement cette impulsion dans la conduite CG tout le long du train. Une fois la poche remplie, il faut attendre le réarmement du frein pour réarmer ce dispositif.

## Robinet de mécanicien
Alimenté par la CP/CP, le robinet de mécanicien est modérable et permet donc d'ajuster avec précision la pression dans la conduite CG/CFA.
La conduite CG/CFA ne peut être totalement étanche. Le robinet de mécanicien compense les petites fuites tolérables dans la CG/CFA. Il garantit une pression stable sur toute la plage de réglage. Par contre, son débit est limité : pour des fuites plus importantes, n'arrivant pas à les compenser, la pression CG/CFA chute. En conséquence, le frein se déclenche et l'automaticité du frein est assurée (cf. également sensibilité/insensibilité du distributeur qui empêche les freinages intempestifs).
Pour une raison de sécurité, l'alimentation de la conduite ne peut se faire qu'en un seul point. En effet, si elle était faite en plusieurs endroits, la dépression commandée depuis un point A serait annulée par l'alimentation maintenue constante au point B.
Elle peut se faire de différentes manières :
- par un robinet ;
- par une centrale électropneumatique ;
- en permanence.

### Robinet de mécanicien

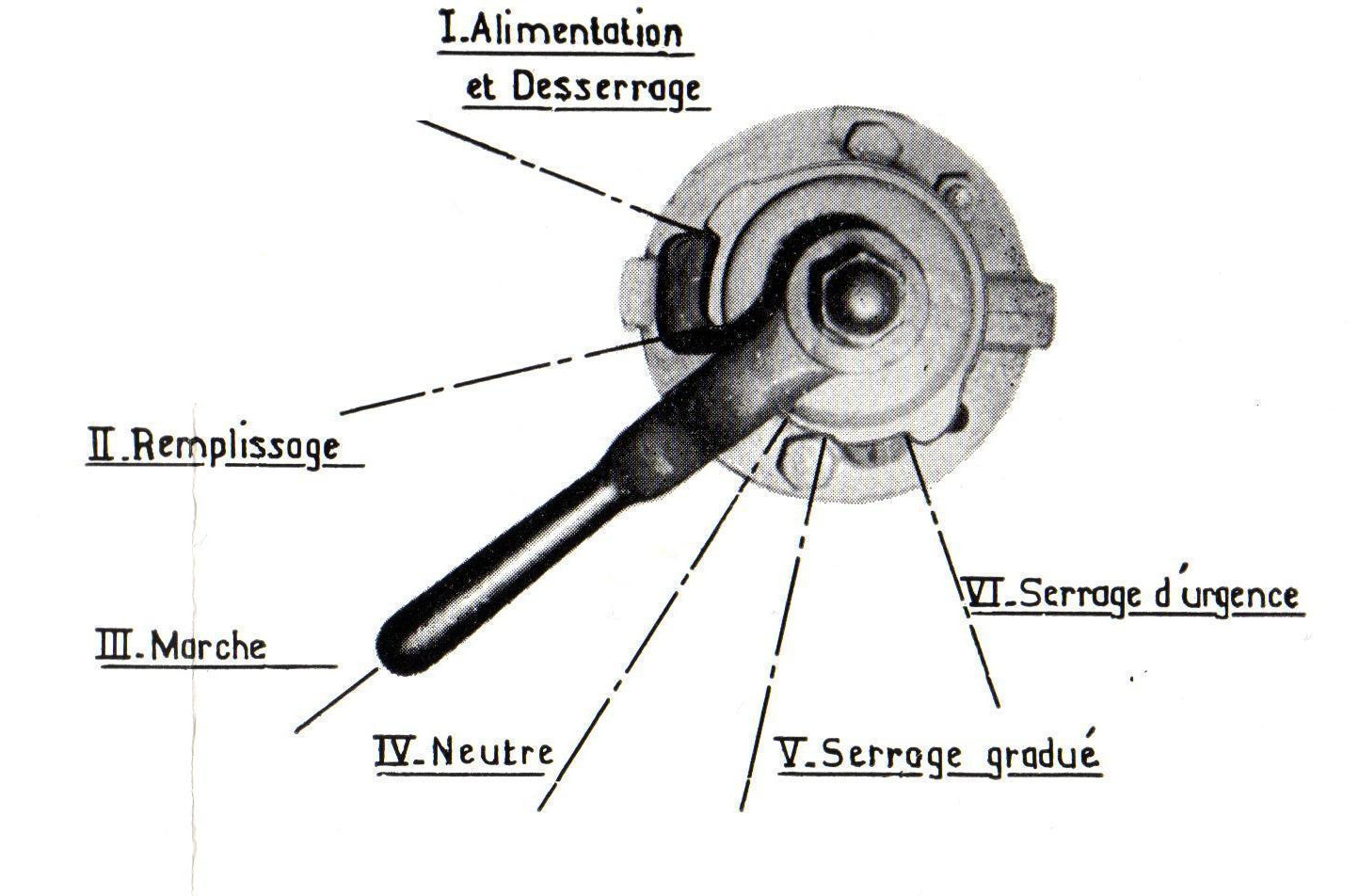
Robinet type H7A vu de dessus.

Le conducteur dispose de six positions pour faire varier la pression CG/CFA.

### Robinet de mécanicien électropneumatique
Une centrale électropneumatique joue le même rôle qu'un robinet, mais est commandée par des impulsions électriques (serrage ou desserrage) et réalise les variations de pression demandées dans la conduite.

### Alimentation permanente
Le frein automatique ne sert pas de frein de service ; par exemple sur les automotrices classiques en Belgique (l'alimentation se fait au moyen d'une électrovalve EMV420). Il ne peut servir qu'en frein d'urgence par mise à l’atmosphère de la CG/CFA. Il assure l'automaticité du système dans le cas où le frein de service est direct (Frein Électro-Pneumatique direct).

## Assistance électro-pneumatique
La commande CG étant purement pneumatique, sa vitesse de propagation de la tête à la queue du train peut poser des problèmes de performances sur les grands convois . Pour pallier ce problème, les constructeurs ont équipé les véhicules  de frein EP/FEP (pour électropneumatique) indirect pour permettre une transmission plus rapide des dépressions et réalimentations le long du convoi. Il s'agit d'une assistance électropneumatique de la CG qui rend simultanée toute variation de la CG sur toute la longueur de la rame.
Pour assurer cette assistance, une seconde conduite d'air CA/CP alimentée par le compresseur du train doit être acheminée le long du convoi. Sur chaque véhicule, une électrovanne de remplissage et une électrovanne de vidange corrigent localement la valeur de la CG en fonction de la consigne donnée par le robinet de mécanicien. L'électrovanne de remplissage est alimentée par la CA/CP via un détenteur réglé à 5 bars ; des réservoirs tampons sont également installés dans chaque véhicule pour éviter des baisses brutales de pressions de CA/CP.
Il fonctionne à l'aide de trois fils électriques : serrage (fil du bas sur le schéma), desserrage (fil du haut) et la masse (fil du milieu), et nécessite la présence d'une conduite d'alimentation (CA) : celle-ci (en rouge sur le schéma) fournit de l'air à haute pression (6 à 9 bar) aux différents véhicules du convoi, air qui sert aussi au fonctionnement des portes automatiques, aux suspensions pneumatiques, etc.
La grande majorité du matériel à voyageurs est équipée du frein EP. Pour éviter des réactions dans la rame, il ne doit être utilisé que lorsque tous les véhicules de celle-ci sont équipés.

### Serrage
Lors du serrage, une impulsion électrique est envoyée sur le fil de serrage par le robinet de frein ou la centrale électropneumatique ; sur chaque véhicule, l'électrovalve de serrage est alors excitée, qui met la CFA/CGFA/CG à l'atmosphère ; ainsi la pression dans cette conduite diminue, plus rapidement que si la dépression avait dû se propager physiquement, et les freins peuvent s'appliquer également plus rapidement.

### Desserrage
Lors du desserrage, c'est sur le fil de desserrage qu'une impulsion électrique est envoyée ; c'est l'électrovalve de desserrage qui est excitée, et permet l'alimentation de la CFA/CGFA/CG à partir de la CA (conduite d'alimentation).

## Défauts et risques du frein automatique

### Épuisement
Lors d'un serrage prolongé, la pression dans le réservoir auxiliaire du distributeur diminuera (fait dû aux légères fuites normalement présentes et tolérées). Par conséquent, la différence de pression entre ce réservoir et la CFA/CGFA/CG se réduira, et le distributeur, travaillant normalement, réduira la pression au cylindre de frein. Ainsi, petit à petit, le frein perdra son efficacité ; on dit qu'il s'épuise. 
De même, si la réalimentation n'est pas maintenue suffisamment longtemps après un freinage, le réservoir auxiliaire (celui qui contient l'air qui va dans le cylindre de frein de manière à permettre le freinage) n'aura pas le temps de se remplir correctement. Aussi, la pression envoyée au cylindre ira-t-elle en diminuant en cas de freinages consécutifs, voire finira par devenir quasi nulle, empêchant alors tout serrage.
Les réglementations des chemins de fer prévoient des mesures à prendre pour éviter ces situations.

### Perte et absence de continuité

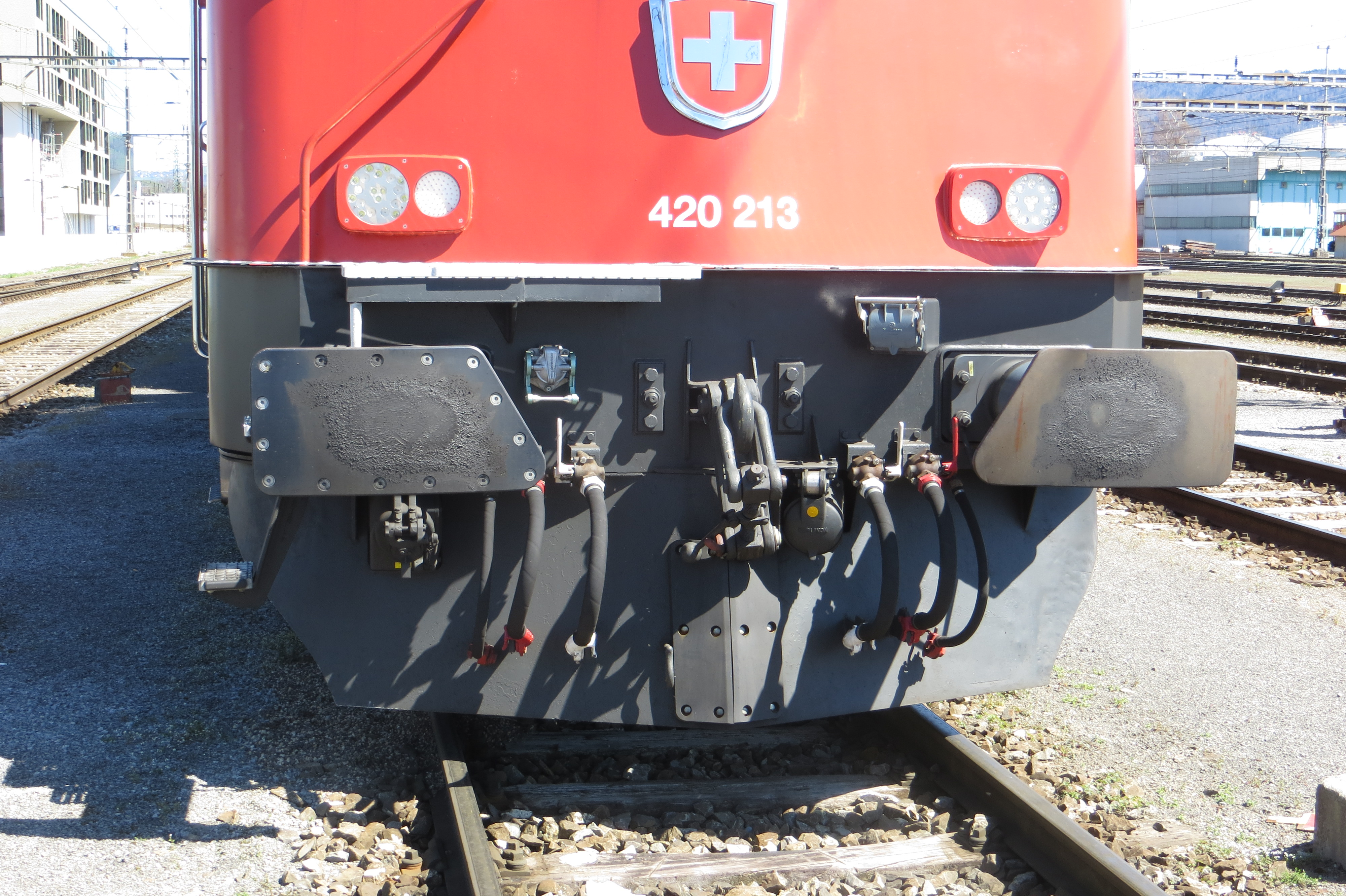
Détail de la face avant d'une Re 4/4 II montrant les conduites du frein automatique (dédoublées) et les robinets de frein.

Le problème peut se poser en cours de route si le robinet d'arrêt se ferme (même si cette éventualité est très peu probable), la partie du convoi se trouvant après ce robinet n'étant alors plus freinée.
On a donc équipé ces robinets d'arrêt d'un trou de fuite, mettant la partie « externe » (côté accouplement, pas côté véhicule) de la conduite à l'atmosphère ; la partie arrière du convoi sera ainsi freinée (même si la partie avant sera capable de continuer, le freinage de celle-ci se réalisera normalement).
Lors de la formation du train, il se peut également que l'atteleur oublie d'ouvrir les robinets de frein présents à chaque extrémité des wagons et voitures, privant de freinage ceux situés après la coupure. Ceci est un des défauts que les différents essais de frein cherchent à détecter.

### Isolement du frein
On appelle conduite blanche le fait qu'un véhicule embarque la CFA/CGFA/CG mais ne comporte pas d'équipement de frein (donc non freiné). 
Ces cas sont assez rares. Ils sont le plus souvent la conséquence d'une dépose de l'équipement de frein ou d'une suppression de celui-ci, en attente d'une réforme (destruction) ou d'une remise en état. On peut aussi se trouver dans un cas équivalent lorsqu'on isole entièrement un véhicule (à la suite d'un blocage total de frein par exemple) : on appelle alors ce cas un « véhicule isolé » (au sens  absence de freinage, mais équipement présent).
Le problème que pose un véhicule « isolé » ou en « conduite blanche » (n'étant donc pas freiné) s’il est placé en queue (dernier véhicule) est qu'en cas de rupture d'attelage à sa hauteur, ce véhicule se retrouvant seul ne s'immobilise pas. C'est pourquoi il doit être placé avant-dernier ou dans le corps du train quand son incorporation est prévue. Il s'agit d'éviter que, lorsque le convoi se trouve sur une rampe (montée) et qu'une rupture se produit, celui-ci ne dévale la pente en sens inverse par gravité, phénomène appelé « dérive » qui représente un risque majeur pour la sécurité des circulations. Dans le cas accidentel du non fonctionnement en cours de route des freins du dernier véhicule d’un train, ce véhicule non freiné est donc différé (retiré) ou bien reclassé à la première gare afin de le remettre si possible en avant-dernière position ou dans le corps du train. Ainsi, en cas de rupture d'attelage sur ce véhicule, il est sera freiné par le reste du convoi qui lui succède.
La protection contre la dérive est donc prévue dans les règlementations.

## Alternatives

### Frein direct
Le frein direct est le système le plus simple qu'on puisse imaginer : l'air envoyé depuis un robinet met directement sous pressions  le(s) cylindre(s) de frein au travers d'une conduite de frein direct. Les inconvénients sont bien sûr l'absence d'automaticité (une fuite induisant le desserrage des freins n'est pas compensée automatiquement) et les pressions plus faibles employées (0 à 4 bar au lieu de 3,5 à 5 bar).
Il est utilisé pour le freinage sur les locomotives seules (« Haut Le Pied ») ainsi que sur certaines voitures de commande. En Suisse on l'appelle frein de manœuvre.

### Frein à vide
Le frein à vide emploie le procédé inverse : plutôt que de mettre la conduite sous pression, on la met sous vide. Les freins s'appliqueront lorsqu'elle sera alimentée. C'est également un frein automatique (les freins s'appliqueront si la conduite est mise à l'atmosphère) et continu, mais du fait de pressions plus faibles (-1 bar à 0 bar au lieu de 3,5 à 5 bar) les demandes de freinage et de desserrage se propagent plus lentement ; de plus, ce système est plus sensible aux fuites.

### Frein électrique
Il est possible de ne plus utiliser d'air pour la commande du frein : on peut utiliser à la place d'une conduite un fil électrique parcourant le convoi ; tant qu'il est maintenu sous tension, les freins restent desserrés. Ainsi en cas de rupture d'attelage, le fil n'est plus alimenté et la rame est freinée.
Des systèmes plus avancés utilisent une gestion informatisée des freins, mettant en place une sorte de réseau local.